# Élections cantonales de 2008 dans les Côtes-d'Armor
Les élections cantonales ont eu lieu les 9 et 16 mars 2008.

## Contexte départemental

### Assemblée départementale sortante
Le conseil général des Côtes-d'Armor est présidé par Claudy Lebreton (PS). Il comprend 52 conseillers généraux issus des 52 cantons des Côtes-d'Armor. 
| Parti                             | Sigle | Élus |
| --------------------------------- | ----- | ---- |
| Majorité (40 sièges)              |       |      |
| Parti socialiste                  | PS    | 31   |
| Parti communiste français         | PCF   | 5    |
| Divers gauche                     | DVG   | 4    |
| Opposition (12 sièges)            |       |      |
| Union pour un mouvement populaire | UMP   | 7    |
| Divers droite                     | DVD   | 3    |
| Sans étiquette                    | SE    | 1    |
| Mouvement démocrate               | MoDem | 1    |
| Président du conseil général      |       |      |
| Claudy Lebreton (PS)              |       |      |

## Résultats à l'échelle du département
| Étiquette      | Étiquette                         | Premier tour | Premier tour | Second tour | Second tour | Total |
| Étiquette      | Étiquette                         | Voix         | %            | Voix        | %           | Total |
| -------------- | --------------------------------- | ------------ | ------------ | ----------- | ----------- | ----- |
|                | Parti socialiste                  | 55 749       | 35,74        | 46 441      | 56,28       | 14    |
|                | Divers gauche                     | 17 663       | 11,32        | 992         | 1,2         | 2     |
|                | Parti communiste français         | 20 678       | 13,26        | 2 418       | 2,93        | 2     |
|                | Les Verts                         | 4 941        | 3,17         |             |             |       |
|                | Extrême gauche                    | 1 902        | 1,22         |             |             |       |
|                | Parti radical de gauche           | 107          | 0,07         |             |             |       |
| Gauche         | Gauche                            | 101 040      | 64,78        | 49 851      | 60,41       | 18    |
|                |                                   |              |              |             |             |       |
|                | Union pour un mouvement populaire | 23 770       | 15,24        | 19 727      | 23,91       | 6     |
|                | Divers droite                     | 22 318       | 14,31        | 11 656      | 14,12       | 2     |
|                | Mouvement démocrate               | 3 556        | 2,28         | 1 287       | 1,56        | 0     |
|                | Front national                    | 1 815        | 1,16         |             |             |       |
| Droite         | Droite                            | 51 459       | 32,99        | 32 670      | 39,59       | 8     |
|                |                                   |              |              |             |             |       |
|                | Régionalistes                     | 3 499        | 2,24         |             |             |       |
|                |                                   |              |              |             |             |       |
| Inscrits       | Inscrits                          | 217 158      | 100,00       | 140 295     | 100,00      |       |
| Abstentions    | Abstentions                       | 54 790       | 25,23        | 51 643      | 36,81       |       |
| Votants        | Votants                           | 162 368      | 74,77        | 88 652      | 63,19       |       |
| Blancs et nuls | Blancs et nuls                    | 6 370        | 3,92         | 6 131       | 6,92        |       |
| Exprimés       | Exprimés                          | 155 998      | 96,08        | 82 521      | 93,08       |       |

### Résultats en nombre de sièges
| Parti | Sièges mis en jeu | Élus | Évolution |
| ----- | ----------------- | ---- | --------- |
| PS    | 13                | 14   | +1        |
| DVG   | 1                 | 2    | +1        |
| PCF   | 3                 | 2    | -1        |
| DVD   | 3                 | 2    | -1        |
| UMP   | 6                 | 6    | =         |

### Assemblée départementale à l'issue des élections
| Parti                             | Sigle | Élus |
| --------------------------------- | ----- | ---- |
| Majorité (41 sièges)              |       |      |
| Parti socialiste                  | PS    | 32   |
| Divers gauche                     | DVG   | 5    |
| Parti communiste français         | PCF   | 4    |
| Opposition (11 sièges)            |       |      |
| Union pour un mouvement populaire | UMP   | 7    |
| Divers droite                     | DVD   | 2    |
| Sans étiquette                    | SE    | 1    |
| Mouvement démocrate               | MoDem | 1    |
| Président du conseil général      |       |      |
| Claudy Lebreton (PS)              |       |      |

### Liste des élus
| Canton              | Conseiller sortant | Parti | Parti   | Conseiller élu         | Parti | Parti   |
| ------------------- | ------------------ | ----- | ------- | ---------------------- | ----- | ------- |
| Bégard              | Yvon Garrec        |       | DVD     | Gérard Le Caër         |       | PCF     |
| Belle-Isle-en-Terre | Émile Raoult       |       | app. PS | Émile Raoult           |       | app. PS |
| Broons              | Michel Lamarche    |       | UMP     | Michel Lamarche        |       | UMP     |
| Callac              | Félix Leyzour      |       | PCF     | Christian Coail        |       | PS      |
| Caulnes             | Gérard Bertrand    |       | DVD     | Gérard Bertrand        |       | DVD     |
| Collinée            | Monique Haméon     |       | PCF     | Monique Haméon         |       | PCF     |
| Dinan-Est           | Michel Vaspart     |       | UMP     | Michel Vaspart         |       | UMP     |
| Gouarec             | Paul Guéguen       |       | UDF     | Michel André           |       | PS      |
| Guingamp            | Annie Le Houérou   |       | PS      | Annie Le Houérou       |       | PS      |
| Lamballe            | Sébastien Couépel  |       | UDF     | Marie-Christine Cléret |       | PS      |
| Lannion             | Denis Mer          |       | PS      | Denis Mer              |       | PS      |
| Lézardrieux         | Yves Le Roux       |       | PS      | Yves Le Roux           |       | PS      |
| Merdrignac          | Denis Leclerc      |       | PS      | Régine Angée           |       | DVD     |
| Mûr-de-Bretagne     | Monique Le Clézio  |       | PS      | Monique Le Clézio      |       | PS      |
| Plancoët            | Jean Gaubert       |       | PS      | Philippe Meslay        |       | PS      |
| Pléneuf-Val-André   | Patrick Boullet    |       | PS      | Yannick Morin          |       | DVD     |
| Plœuc-sur-Lié       | Gérard Le Guilloux |       | DVG     | Gérard Le Guilloux     |       | PS      |
| Plouaret            | Gérard Quilin      |       | DVG     | Gérard Quilin          |       | DVG     |
| Ploufragan          | Jean Derian        |       | PCF     | Christine Orain        |       | PS      |
| Plouguenast         | Guy Le Helloco     |       | PS      | Ange Helloco           |       | DVG     |
| Quintin             | Marc Le Fur        |       | UMP     | Marc Le Fur            |       | UMP     |
| Saint-Brieuc-Nord   | Alain Cadec        |       | UMP     | Alain Cadec            |       | UMP     |
| Saint-Brieuc-Sud    | Christian Provost  |       | PS      | Christian Provost      |       | PS      |
| Tréguier            | Michel Bataille    |       | UDF     | Isabelle Nicolas       |       | PS      |
| Uzel                | Louis Jouanney     |       | PS      | Éric Roscouët          |       | UMP     |

## Résultats par canton

### Canton de Bégard
| Candidats      | Candidats          | Étiquette      | Premier tour | Premier tour | Second tour | Second tour |
| Candidats      | Candidats          | Étiquette      | Voix         | %            | Voix        | %           |
| -------------- | ------------------ | -------------- | ------------ | ------------ | ----------- | ----------- |
|                | Yvon Garrec*       | DVD            | 2 036        | 39,24        | 2 241       | 48,10       |
|                | Gérard Le Caer     | PCF            | 1 785        | 34,40        | 2 418       | 51,90       |
|                | Yves Dareau        | PS             | 640          | 12,33        |             |             |
|                | Thierry Pérennes   | LCR            | 383          | 7,38         |             |             |
|                | Françoise Le Scour | UDB            | 345          | 6,65         |             |             |
|                |                    |                |              |              |             |             |
| Inscrits       | Inscrits           | Inscrits       | 6 682        | 100,00       | 6 672       | 100,00      |
| Abstentions    | Abstentions        | Abstentions    | 1 360        | 20,35        | 1 918       | 28,75       |
| Votants        | Votants            | Votants        | 5 322        | 79,65        | 4 754       | 71,25       |
| Blancs et nuls | Blancs et nuls     | Blancs et nuls | 133          | 1,99         | 95          | 1,42        |
| Exprimés       | Exprimés           | Exprimés       | 5 183        | 99,01        | 4 659       | 98,58       |

*sortant

### Canton de Belle-Isle-en-Terre
| Candidats      | Candidats       | Étiquette      | Premier tour | Premier tour | Second tour | Second tour |
| Candidats      | Candidats       | Étiquette      | Voix         | %            | Voix        | %           |
| -------------- | --------------- | -------------- | ------------ | ------------ | ----------- | ----------- |
|                | Émile Raoult*   | PS             | 1 584        | 41,33        | 2 404       | 68,74       |
|                | Nicole Derrien  | PCF            | 1 074        | 28,02        | Retrait     | Retrait     |
|                | Marc Hervé      | DVD            | 826          | 21,55        | 1 093       | 31,26       |
|                | Jañ-Mai Salomon | Breizhistance  | 349          | 9,11         |             |             |
|                |                 |                |              |              |             |             |
| Inscrits       | Inscrits        | Inscrits       | 4 638        | 100,00       | 4 637       | 100,00      |
| Abstentions    | Abstentions     | Abstentions    | 688          | 14,83        | 754         | 16,26       |
| Votants        | Votants         | Votants        | 3 950        | 85,17        | 3 883       | 83,74       |
| Blancs et nuls | Blancs et nuls  | Blancs et nuls | 117          | 2,52         | 386         | 8,32        |
| Exprimés       | Exprimés        | Exprimés       | 3 833        | 97,48        | 3 497       | 91,68       |

*sortant

### Canton de Broons
| Candidats      | Candidats        | Étiquette      | Premier tour | Premier tour | Second tour | Second tour |
| Candidats      | Candidats        | Étiquette      | Voix         | %            | Voix        | %           |
| -------------- | ---------------- | -------------- | ------------ | ------------ | ----------- | ----------- |
|                | Michel Lamarche* | UMP            | 2 688        | 49,93        | 3 067       | 62,82       |
|                | Patrick Boloré   | PS             | 1 465        | 27,21        | 1 815       | 37,18       |
|                | Yolande Dubois   | DVG            | 1 231        | 22,86        | Retrait     | Retrait     |
|                |                  |                |              |              |             |             |
| Inscrits       | Inscrits         | Inscrits       | 6 790        | 100,00       | 6 787       | 100,00      |
| Abstentions    | Abstentions      | Abstentions    | 1 225        | 18,04        | 1 710       | 25,20       |
| Votants        | Votants          | Votants        | 5 565        | 81,96        | 5 077       | 74,80       |
| Blancs et nuls | Blancs et nuls   | Blancs et nuls | 181          | 2,67         | 195         | 2,87        |
| Exprimés       | Exprimés         | Exprimés       | 5 384        | 97,33        | 4 882       | 97,13       |

*sortant

### Canton de Callac
| Candidats      | Candidats                | Étiquette      | Premier tour | Premier tour | Second tour | Second tour |
| Candidats      | Candidats                | Étiquette      | Voix         | %            | Voix        | %           |
| -------------- | ------------------------ | -------------- | ------------ | ------------ | ----------- | ----------- |
|                | Christian Coail          | PS             | 1 148        | 27,00        | 2 434       | 65,41       |
|                | Marie-Françoise Droniou  | MoDem          | 696          | 16,37        | 1 287       | 34,59       |
|                | Jean-Yves Milbeau        | DVG            | 690          | 16,23        | Retrait     | Retrait     |
|                | Jean-Paul Plégades       | DVD            | 591          | 13,90        | Retrait     | Retrait     |
|                | Joseph Bernard           | PCF            | 442          | 10,40        |             |             |
|                | Yannick Larvor           | DVG            | 381          | 8,96         |             |             |
|                | Rémi Lorinquer           | DVG            | 197          | 4,63         |             |             |
|                | Jean-François Bouguennec | PRG            | 107          | 2,52         |             |             |
|                |                          |                |              |              |             |             |
| Inscrits       | Inscrits                 | Inscrits       | 4 908        | 100,00       | 4 906       | 100,00      |
| Abstentions    | Abstentions              | Abstentions    | 569          | 11,59        | 929         | 18,94       |
| Votants        | Votants                  | Votants        | 4 339        | 88,41        | 3 977       | 81,06       |
| Blancs et nuls | Blancs et nuls           | Blancs et nuls | 87           | 1,77         | 256         | 5,22        |
| Exprimés       | Exprimés                 | Exprimés       | 4 252        | 98,23        | 3 721       | 94,78       |

### Canton de Caulnes
| Candidats      | Candidats           | Étiquette      | Premier tour | Premier tour |
| Candidats      | Candidats           | Étiquette      | Voix         | %            |
| -------------- | ------------------- | -------------- | ------------ | ------------ |
|                | Gérard Bertrand*    | DVD            | 2 059        | 54,83        |
|                | Jean-Marc Lebranchu | DVG            | 1 696        | 45,17        |
|                |                     |                |              |              |
| Inscrits       | Inscrits            | Inscrits       | 4 728        | 100,00       |
| Abstentions    | Abstentions         | Abstentions    | 866          | 18,32        |
| Votants        | Votants             | Votants        | 3 862        | 81,68        |
| Blancs et nuls | Blancs et nuls      | Blancs et nuls | 107          | 2,26         |
| Exprimés       | Exprimés            | Exprimés       | 3 755        | 97,74        |

*sortant

### Canton de Collinée
| Candidats      | Candidats       | Étiquette      | Premier tour | Premier tour |
| Candidats      | Candidats       | Étiquette      | Voix         | %            |
| -------------- | --------------- | -------------- | ------------ | ------------ |
|                | Monique Haméon* | PCF            | 1 585        | 60,59        |
|                | Jacky Aignel    | DVG            | 1 031        | 39,41        |
|                |                 |                |              |              |
| Inscrits       | Inscrits        | Inscrits       | 3 363        | 100,00       |
| Abstentions    | Abstentions     | Abstentions    | 623          | 18,53        |
| Votants        | Votants         | Votants        | 2 740        | 81,47        |
| Blancs et nuls | Blancs et nuls  | Blancs et nuls | 124          | 3,69         |
| Exprimés       | Exprimés        | Exprimés       | 2 616        | 96,31        |

*sortant

### Canton de Dinan-Est
| Candidats      | Candidats           | Étiquette      | Premier tour | Premier tour | Second tour | Second tour |
| Candidats      | Candidats           | Étiquette      | Voix         | %            | Voix        | %           |
| -------------- | ------------------- | -------------- | ------------ | ------------ | ----------- | ----------- |
|                | Michel Vaspart*     | UMP            | 4 086        | 48,97        | 3 632       | 52,06       |
|                | Hélène Coz          | PS             | 3 322        | 39,81        | 3 344       | 47,94       |
|                | Maurice Etienne     | DVD            | 684          | 8,20         |             |             |
|                | Christophe Ollivier | PT             | 252          | 3,02         |             |             |
|                |                     |                |              |              |             |             |
| Inscrits       | Inscrits            | Inscrits       | 11 997       | 100,00       | 11 996      | 100,00      |
| Abstentions    | Abstentions         | Abstentions    | 3 280        | 27,34        | 4 822       | 40,20       |
| Votants        | Votants             | Votants        | 8 817        | 72,66        | 7 174       | 59,80       |
| Blancs et nuls | Blancs et nuls      | Blancs et nuls | 373          | 3,11         | 198         | 1,65        |
| Exprimés       | Exprimés            | Exprimés       | 8 344        | 96,89        | 6 976       | 98,35       |

*sortant

### Canton de Gouarec
| Candidats      | Candidats      | Étiquette      | Premier tour | Premier tour | Second tour | Second tour |
| Candidats      | Candidats      | Étiquette      | Voix         | %            | Voix        | %           |
| -------------- | -------------- | -------------- | ------------ | ------------ | ----------- | ----------- |
|                | Michel André   | PS             | 931          | 41,71        | 1 406       | 100,00      |
|                | Gérard Le Cam  | PCF            | 719          | 32,21        | Retrait     | Retrait     |
|                | Paul Guéguen*  | DVD            | 582          | 26,08        | Retrait     | Retrait     |
|                |                |                |              |              |             |             |
| Inscrits       | Inscrits       | Inscrits       | 2 696        | 100,00       | 2 689       | 100,00      |
| Abstentions    | Abstentions    | Abstentions    | 408          | 15,13        | 1 004       | 37,34       |
| Votants        | Votants        | Votants        | 2 288        | 84,87        | 1 685       | 62,66       |
| Blancs et nuls | Blancs et nuls | Blancs et nuls | 56           | 2,08         | 279         | 10,38       |
| Exprimés       | Exprimés       | Exprimés       | 2 232        | 97,92        | 1 406       | 89,62       |

*sortant

### Canton de Guingamp
| Candidats      | Candidats         | Étiquette      | Premier tour | Premier tour | Second tour | Second tour |
| Candidats      | Candidats         | Étiquette      | Voix         | %            | Voix        | %           |
| -------------- | ----------------- | -------------- | ------------ | ------------ | ----------- | ----------- |
|                | Annie Le Houérou* | PS             | 4 248        | 36,72        | 6 047       | 66,17       |
|                | Daniel Pennec     | DVD            | 2 511        | 21,70        | 3 092       | 33,83       |
|                | Yves Lolliéric    | DVG            | 2 120        | 18,32        | Retrait     | Retrait     |
|                | Josiane Corbic    | PCF            | 996          | 8,61         |             |             |
|                | Bernard Prigent   | Les Verts      | 727          | 6,28         |             |             |
|                | Mona Bras         | UDB            | 510          | 4,41         |             |             |
|                | Sylvie Guillou    | LCR            | 458          | 3,96         |             |             |
|                |                   |                |              |              |             |             |
| Inscrits       | Inscrits          | Inscrits       | 16 399       | 100,00       | 16 398      | 100,00      |
| Abstentions    | Abstentions       | Abstentions    | 4 465        | 27,23        | 6 804       | 41,49       |
| Votants        | Votants           | Votants        | 11 934       | 72,77        | 9 594       | 58,51       |
| Blancs et nuls | Blancs et nuls    | Blancs et nuls | 364          | 2,22         | 455         | 2,77        |
| Exprimés       | Exprimés          | Exprimés       | 11 570       | 97,78        | 9 139       | 97,23       |

*sortant

### Canton de Lamballe
| Candidats      | Candidats                        | Étiquette      | Premier tour | Premier tour |
| Candidats      | Candidats                        | Étiquette      | Voix         | %            |
| -------------- | -------------------------------- | -------------- | ------------ | ------------ |
|                | Marie-Christine Cléret           | PS             | 6 293        | 56,37        |
|                | Daniel Baron                     | DVD            | 3 571        | 31,99        |
|                | Roland Le Lièvre de la Morinière | Adsav          | 687          | 6,15         |
|                | Gilles Boulin                    | DVG            | 613          | 5,49         |
|                |                                  |                |              |              |
| Inscrits       | Inscrits                         | Inscrits       | 15 852       | 100,00       |
| Abstentions    | Abstentions                      | Abstentions    | 4 148        | 26,17        |
| Votants        | Votants                          | Votants        | 11 704       | 73,83        |
| Blancs et nuls | Blancs et nuls                   | Blancs et nuls | 540          | 3,41         |
| Exprimés       | Exprimés                         | Exprimés       | 11 164       | 96,59        |

### Canton de Lannion
| Candidats      | Candidats        | Étiquette      | Premier tour | Premier tour | Second tour | Second tour |
| Candidats      | Candidats        | Étiquette      | Voix         | %            | Voix        | %           |
| -------------- | ---------------- | -------------- | ------------ | ------------ | ----------- | ----------- |
|                | Denis Mer*       | PS             | 4 991        | 40,81        | 6 440       | 70,68       |
|                | Sylvie Jehanno   | UMP            | 2 550        | 20,85        | 2 671       | 29,32       |
|                | Claudine Féjean  | PCF            | 2 170        | 17,74        | Retrait     | Retrait     |
|                | Arnaud Carer     | Les Verts      | 1 862        | 15,22        |             |             |
|                | Dominique Lehaut | UDB            | 658          | 5,38         |             |             |
|                |                  |                |              |              |             |             |
| Inscrits       | Inscrits         | Inscrits       | 19 256       | 100,00       | 19 249      | 100,00      |
| Abstentions    | Abstentions      | Abstentions    | 6 570        | 34,12        | 9 576       | 49,75       |
| Votants        | Votants          | Votants        | 12 686       | 65,88        | 9 673       | 50,25       |
| Blancs et nuls | Blancs et nuls   | Blancs et nuls | 455          | 2,36         | 562         | 2,92        |
| Exprimés       | Exprimés         | Exprimés       | 12 231       | 97,64        | 9 111       | 97,08       |

*sortant

### Canton de Lanvollon
| Candidats      | Candidats        | Étiquette      | Premier tour | Premier tour |
| Candidats      | Candidats        | Étiquette      | Voix         | %            |
| -------------- | ---------------- | -------------- | ------------ | ------------ |
|                | Jean Le Floc'h*  | PS             | 2 581        | 51,37        |
|                | Philippe Le Goux | DVG            | 2 100        | 41,80        |
|                | Daniel Lucas     | FN             | 343          | 6,83         |
|                |                  |                |              |              |
| Inscrits       | Inscrits         | Inscrits       | 6 558        | 100,00       |
| Abstentions    | Abstentions      | Abstentions    | 1 313        | 20,02        |
| Votants        | Votants          | Votants        | 5 245        | 79,98        |
| Blancs et nuls | Blancs et nuls   | Blancs et nuls | 221          | 3,37         |
| Exprimés       | Exprimés         | Exprimés       | 5 024        | 96,63        |

*sortant

### Canton de Lézardrieux
| Candidats      | Candidats         | Étiquette      | Premier tour | Premier tour |
| Candidats      | Candidats         | Étiquette      | Voix         | %            |
| -------------- | ----------------- | -------------- | ------------ | ------------ |
|                | Yves Le Roux*     | PS             | 3 865        | 69,60        |
|                | Gilbert Le Briand | UMP            | 1 492        | 26,87        |
|                | Guy Bouveau       | PCF            | 196          | 3,53         |
|                |                   |                |              |              |
| Inscrits       | Inscrits          | Inscrits       | 7 104        | 100,00       |
| Abstentions    | Abstentions       | Abstentions    | 1420         | 19,99        |
| Votants        | Votants           | Votants        | 5 684        | 80,01        |
| Blancs et nuls | Blancs et nuls    | Blancs et nuls | 131          | 1,84         |
| Exprimés       | Exprimés          | Exprimés       | 5 553        | 98,16        |

*sortant

### Canton de Merdrignac
| Candidats      | Candidats           | Étiquette      | Premier tour | Premier tour | Second tour | Second tour |
| Candidats      | Candidats           | Étiquette      | Voix         | %            | Voix        | %           |
| -------------- | ------------------- | -------------- | ------------ | ------------ | ----------- | ----------- |
|                | Régine Angée        | DVD            | 2 443        | 49,69        | 2 569       | 54,61       |
|                | Armelle Dessaudes   | PS             | 2 102        | 42,76        | 2 135       | 45,39       |
|                | Pierre-Marie Launay | FN             | 371          | 7,55         |             |             |
|                |                     |                |              |              |             |             |
| Inscrits       | Inscrits            | Inscrits       | 6 027        | 100,00       | 6 027       | 100,00      |
| Abstentions    | Abstentions         | Abstentions    | 916          | 15,20        | 1 031       | 17,11       |
| Votants        | Votants             | Votants        | 5 111        | 84,80        | 4 996       | 82,89       |
| Blancs et nuls | Blancs et nuls      | Blancs et nuls | 195          | 3,24         | 292         | 4,84        |
| Exprimés       | Exprimés            | Exprimés       | 4 916        | 96,76        | 4 704       | 95,16       |

### Canton de Mûr-de-Bretagne
| Candidats      | Candidats          | Étiquette      | Premier tour | Premier tour |
| Candidats      | Candidats          | Étiquette      | Voix         | %            |
| -------------- | ------------------ | -------------- | ------------ | ------------ |
|                | Monique Le Clézio* | PS             | 1 478        | 63,57        |
|                | Hervé Le Lu        | DVD            | 847          | 36,43        |
|                |                    |                |              |              |
| Inscrits       | Inscrits           | Inscrits       | 2 740        | 100,00       |
| Abstentions    | Abstentions        | Abstentions    | 332          | 12,12        |
| Votants        | Votants            | Votants        | 2 408        | 87,88        |
| Blancs et nuls | Blancs et nuls     | Blancs et nuls | 83           | 3,03         |
| Exprimés       | Exprimés           | Exprimés       | 2 325        | 96,97        |

*sortant

### Canton de Plancoët
| Candidats      | Candidats         | Étiquette      | Premier tour | Premier tour |
| Candidats      | Candidats         | Étiquette      | Voix         | %            |
| -------------- | ----------------- | -------------- | ------------ | ------------ |
|                | Philippe Meslay   | PS             | 3 746        | 53,14        |
|                | Émile Letexier    | DVD            | 2 826        | 40,09        |
|                | Tiéphaine Marçais | FN             | 477          | 6,77         |
|                |                   |                |              |              |
| Inscrits       | Inscrits          | Inscrits       | 9 726        | 100,00       |
| Abstentions    | Abstentions       | Abstentions    | 2 285        | 23,49        |
| Votants        | Votants           | Votants        | 7 441        | 76,51        |
| Blancs et nuls | Blancs et nuls    | Blancs et nuls | 392          | 4,03         |
| Exprimés       | Exprimés          | Exprimés       | 7 049        | 95,97        |

### Canton de Pléneuf-Val-André
| Candidats      | Candidats          | Étiquette      | Premier tour | Premier tour | Second tour | Second tour |
| Candidats      | Candidats          | Étiquette      | Voix         | %            | Voix        | %           |
| -------------- | ------------------ | -------------- | ------------ | ------------ | ----------- | ----------- |
|                | Yannick Morin      | UMP            | 3 413        | 41,79        | 3 818       | 51,68       |
|                | Patrick Boullet*   | PS             | 3 272        | 40,06        | 3 570       | 48,32       |
|                | Jean-Paul Lolive   | PCF            | 1 042        | 12,76        |             |             |
|                | Jean-Claude Bourva | FN             | 441          | 5,40         |             |             |
|                |                    |                |              |              |             |             |
| Inscrits       | Inscrits           | Inscrits       | 11 209       | 100,00       | 11 208      | 100,00      |
| Abstentions    | Abstentions        | Abstentions    | 2 759        | 24,61        | 3 609       | 32,20       |
| Votants        | Votants            | Votants        | 8 450        | 75,39        | 7 599       | 67,80       |
| Blancs et nuls | Blancs et nuls     | Blancs et nuls | 282          | 2,52         | 211         | 1,88        |
| Exprimés       | Exprimés           | Exprimés       | 8 168        | 97,48        | 7 388       | 98,12       |

*sortant

### Canton de Plœuc-sur-Lié
| Candidats      | Candidats           | Étiquette      | Premier tour | Premier tour |
| Candidats      | Candidats           | Étiquette      | Voix         | %            |
| -------------- | ------------------- | -------------- | ------------ | ------------ |
|                | Gérard Le Guilloux* | PS             | 2 830        | 52,21        |
|                | Thibaut Guignard    | UMP            | 1 734        | 31,99        |
|                | Dominique Fois      | PCF            | 856          | 15,79        |
|                |                     |                |              |              |
| Inscrits       | Inscrits            | Inscrits       | 7 135        | 100,00       |
| Abstentions    | Abstentions         | Abstentions    | 1 544        | 21,64        |
| Votants        | Votants             | Votants        | 5 591        | 78,36        |
| Blancs et nuls | Blancs et nuls      | Blancs et nuls | 171          | 2,40         |
| Exprimés       | Exprimés            | Exprimés       | 5 420        | 97,60        |

*sortant

### Canton de Plouaret
| Candidats      | Candidats      | Étiquette      | Premier tour | Premier tour |
| Candidats      | Candidats      | Étiquette      | Voix         | %            |
| -------------- | -------------- | -------------- | ------------ | ------------ |
|                | Gérard Quilin* | DVG            | 3 529        | 58,43        |
|                | Thérèse Perron | PCF            | 2 511        | 41,57        |
|                |                |                |              |              |
| Inscrits       | Inscrits       | Inscrits       | 7 725        | 100,00       |
| Abstentions    | Abstentions    | Abstentions    | 1 305        | 16,89        |
| Votants        | Votants        | Votants        | 6 420        | 83,11        |
| Blancs et nuls | Blancs et nuls | Blancs et nuls | 380          | 4,92         |
| Exprimés       | Exprimés       | Exprimés       | 6 040        | 95,08        |

*sortant

### Canton de Ploufragan
| Candidats      | Candidats       | Étiquette      | Premier tour | Premier tour | Second tour | Second tour |
| Candidats      | Candidats       | Étiquette      | Voix         | %            | Voix        | %           |
| -------------- | --------------- | -------------- | ------------ | ------------ | ----------- | ----------- |
|                | Christine Orain | PS             | 3 140        | 29,50        | 6 285       | 100,00      |
|                | Rémy Moulin     | PCF            | 3 125        | 29,36        | Retrait     | Retrait     |
|                | Michel Le Gal   | MoDem          | 2 860        | 26,87        | Retrait     | Retrait     |
|                | André Ollivro   | Les Verts      | 1 519        | 14,27        |             |             |
|                |                 |                |              |              |             |             |
| Inscrits       | Inscrits        | Inscrits       | 16 180       | 100,00       | 16 176      | 100,00      |
| Abstentions    | Abstentions     | Abstentions    | 4 889        | 30,22        | 7 666       | 47,39       |
| Votants        | Votants         | Votants        | 11 291       | 69,78        | 8 510       | 52,61       |
| Blancs et nuls | Blancs et nuls  | Blancs et nuls | 647          | 4,00         | 2 225       | 13,75       |
| Exprimés       | Exprimés        | Exprimés       | 10 644       | 96,00        | 6 285       | 87,25       |

### Canton de Plouguenast
| Candidats      | Candidats        | Étiquette      | Premier tour | Premier tour |
| Candidats      | Candidats        | Étiquette      | Voix         | %            |
| -------------- | ---------------- | -------------- | ------------ | ------------ |
|                | Ange Helloco     | DVG            | 3 027        | 81,35        |
|                | Jean-Claude Caro | PCF            | 694          | 18,65        |
|                |                  |                |              |              |
| Inscrits       | Inscrits         | Inscrits       | 5 160        | 100,00       |
| Abstentions    | Abstentions      | Abstentions    | 976          | 18,91        |
| Votants        | Votants          | Votants        | 4 184        | 81,09        |
| Blancs et nuls | Blancs et nuls   | Blancs et nuls | 463          | 8,97         |
| Exprimés       | Exprimés         | Exprimés       | 3 721        | 91,03        |

### Canton de Quintin
| Candidats      | Candidats      | Étiquette      | Premier tour | Premier tour |
| Candidats      | Candidats      | Étiquette      | Voix         | %            |
| -------------- | -------------- | -------------- | ------------ | ------------ |
|                | Marc Le Fur*   | UMP            | 3 207        | 59,02        |
|                | Henri Boitard  | PS             | 1 171        | 21,55        |
|                | Loïc Le Noane  | PCF            | 1 056        | 19,43        |
|                |                |                |              |              |
| Inscrits       | Inscrits       | Inscrits       | 6 732        | 100,00       |
| Abstentions    | Abstentions    | Abstentions    | 1 157        | 17,19        |
| Votants        | Votants        | Votants        | 5 575        | 82,81        |
| Blancs et nuls | Blancs et nuls | Blancs et nuls | 141          | 2,09         |
| Exprimés       | Exprimés       | Exprimés       | 5 434        | 97,47        |

*sortant

### Canton de Saint-Brieuc-Nord
| Candidats      | Candidats         | Étiquette      | Premier tour | Premier tour | Second tour | Second tour |
| Candidats      | Candidats         | Étiquette      | Voix         | %            | Voix        | %           |
| -------------- | ----------------- | -------------- | ------------ | ------------ | ----------- | ----------- |
|                | Alain Cadec*      | UMP            | 2 114        | 38,84        | 2 881       | 51,02       |
|                | Martine Hubert    | PS             | 1 690        | 31,05        | 2 766       | 48,98       |
|                | Ronan Lebreton    | LCR            | 398          | 7,31         |             |             |
|                | Alain Tassel      | UDB            | 367          | 6,74         |             |             |
|                | Paul Recourse     | PCF            | 364          | 6,69         |             |             |
|                | Raymond Blanc     | FN             | 183          | 3,36         |             |             |
|                | Pierre-Yves Lopin | DVD            | 170          | 3,12         |             |             |
|                | Maryse Paraire    | MRC            | 157          | 2,88         |             |             |
|                |                   |                |              |              |             |             |
| Inscrits       | Inscrits          | Inscrits       | 9 879        | 100,00       | 9 879       | 100,00      |
| Abstentions    | Abstentions       | Abstentions    | 4 259        | 43,11        | 4 008       | 40,57       |
| Votants        | Votants           | Votants        | 5 620        | 56,89        | 5 871       | 59,43       |
| Blancs et nuls | Blancs et nuls    | Blancs et nuls | 177          | 1,79         | 224         | 2,27        |
| Exprimés       | Exprimés          | Exprimés       | 5 443        | 98,21        | 5 647       | 97,73       |

*sortant

### Canton de Saint-Brieuc-Sud
| Candidats      | Candidats          | Étiquette      | Premier tour | Premier tour | Second tour | Second tour |
| Candidats      | Candidats          | Étiquette      | Voix         | %            | Voix        | %           |
| -------------- | ------------------ | -------------- | ------------ | ------------ | ----------- | ----------- |
|                | Christian Provost* | PS             | 2 366        | 40,39        | 3 611       | 60,20       |
|                | Gilbert Robert     | UMP            | 1 536        | 26,22        | 2 387       | 39,80       |
|                | Marc Boivin        | Les Verts      | 833          | 14,22        |             |             |
|                | Jean-Guy Le Bère   | PCF            | 712          | 12,15        |             |             |
|                | Vincent Gibelin    | LCR            | 411          | 7,02         |             |             |
|                |                    |                |              |              |             |             |
| Inscrits       | Inscrits           | Inscrits       | 10 777       | 100,00       | 10 775      | 100,00      |
| Abstentions    | Abstentions        | Abstentions    | 4 709        | 43,69        | 4 443       | 41,23       |
| Votants        | Votants            | Votants        | 6 068        | 56,31        | 5 998       | 55,66       |
| Blancs et nuls | Blancs et nuls     | Blancs et nuls | 210          | 1,95         | 334         | 3,10        |
| Exprimés       | Exprimés           | Exprimés       | 5 858        | 98,05        | 5 998       | 97,90       |

*sortant

### Canton de Tréguier
| Candidats      | Candidats           | Étiquette      | Premier tour | Premier tour | Second tour | Second tour |
| Candidats      | Candidats           | Étiquette      | Voix         | %            | Voix        | %           |
| -------------- | ------------------- | -------------- | ------------ | ------------ | ----------- | ----------- |
|                | Isabelle Nicolas    | PS             | 2 886        | 38,64        | 4 184       | 61,12       |
|                | Patrick Toularastel | DVD            | 2 649        | 35,47        | 2 661       | 38,88       |
|                | René Mainguy        | PCF            | 1 351        | 18,09        | Retrait     | Retrait     |
|                | Dominique Le Roux   | UDB            | 583          | 7,81         |             |             |
|                |                     |                |              |              |             |             |
| Inscrits       | Inscrits            | Inscrits       | 10 062       | 100,00       | 10 061      | 100,00      |
| Abstentions    | Abstentions         | Abstentions    | 2324         | 23,10        | 2857        | 28,40       |
| Votants        | Votants             | Votants        | 7 738        | 76,90        | 7 204       | 71,60       |
| Blancs et nuls | Blancs et nuls      | Blancs et nuls | 269          | 2,67         | 359         | 3,57        |
| Exprimés       | Exprimés            | Exprimés       | 7 469        | 97,33        | 6 845       | 96,43       |

### Canton d'Uzel
| Candidats      | Candidats         | Étiquette      | Premier tour | Premier tour | Second tour | Second tour |
| Candidats      | Candidats         | Étiquette      | Voix         | %            | Voix        | %           |
| -------------- | ----------------- | -------------- | ------------ | ------------ | ----------- | ----------- |
|                | Loïc Roscouët     | UMP            | 950          | 40,19        | 1 271       | 56,16       |
|                | Pierre Le Helloco | DVG            | 891          | 37,69        | 992         | 43,84       |
|                | Daniel Le Goff    | DVD            | 523          | 22,12        | Retrait     | Retrait     |
|                |                   |                |              |              |             |             |
| Inscrits       | Inscrits          | Inscrits       | 2 835        | 100,00       | 2 835       | 100,00      |
| Abstentions    | Abstentions       | Abstentions    | 400          | 14,11        | 512         | 18,06       |
| Votants        | Votants           | Votants        | 2 435        | 85,89        | 2 323       | 81,94       |
| Blancs et nuls | Blancs et nuls    | Blancs et nuls | 71           | 2,50         | 60          | 2,12        |
| Exprimés       | Exprimés          | Exprimés       | 2 364        | 97,50        | 2 263       | 97,88       |